# باب منصور لعلج

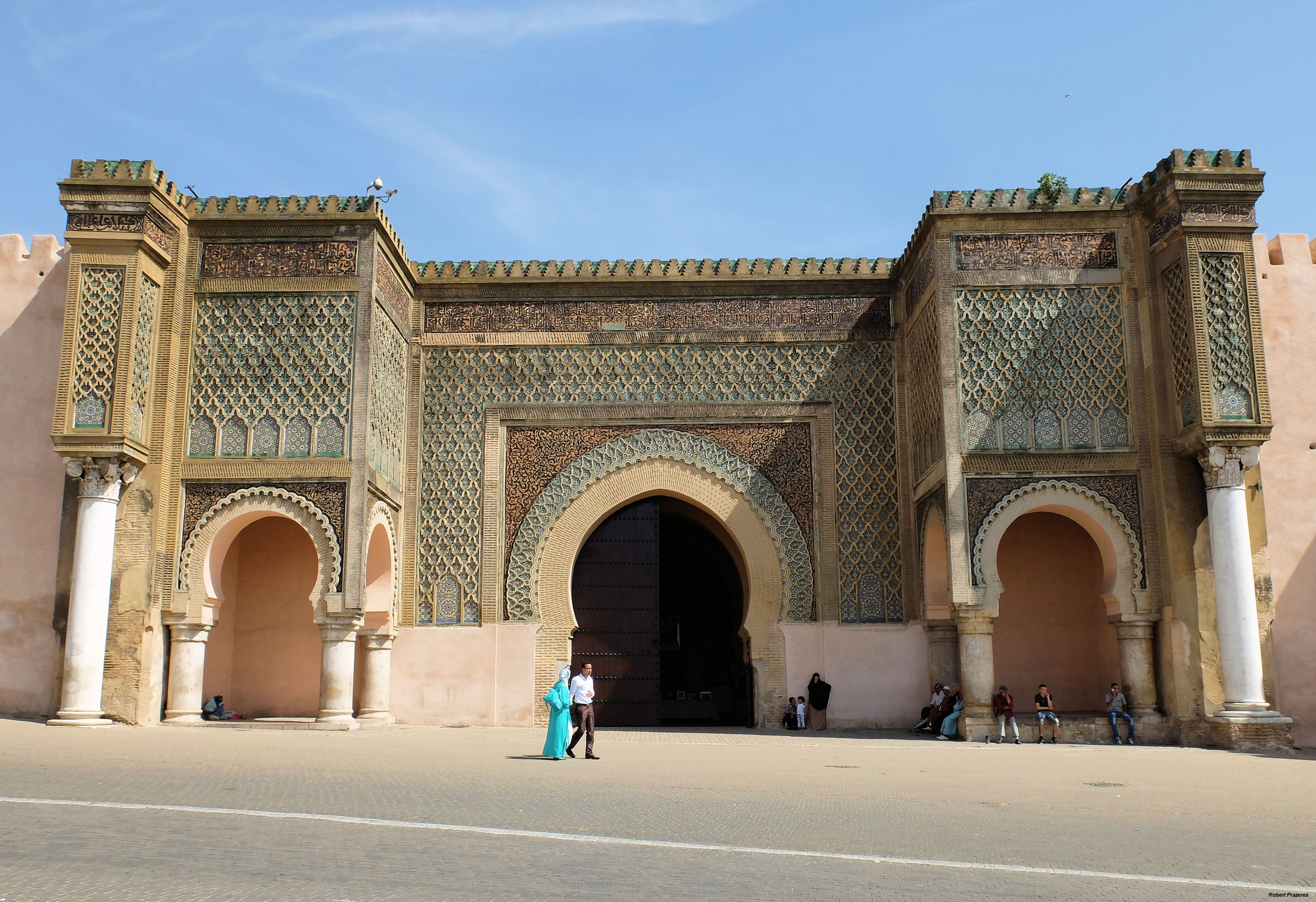
باب منصور لعلج

باب منصور لعلج (انگلیسی: Bab Mansur al-'Alj) یا باب المنصور، یک دروازه یابود در شهر تاریخی مکناس در مراکش است. این دروازه یا باب در بخش جنوبی کاخ الهدیم واقع شده است و به نوعی راه ورودی به قصبه مولای اسماعیل است که در اواخر ۱۷ و ابتدای ۱۸ میلادی ساخته شده است.